# Строкино (Омская область)
Строкино — село в Колосовском районе Омской области. Административный центр Строкинского сельского поселения.

## История
Основано в 1776 г. В 1928 году состояло из 157 хозяйств, основное население — русские. Центр Строкинского сельсовета Нижне-Колосовского района Тарского округа Сибирского края.

## Население
| 1926 | 2010 |
| ---- | ---- |
| 1769 | ↘826 |